# John Sevastik
John Sevastik, född 5 mars 1920 i Konstantinopel (nuvarande Istanbul) av grekiska föräldrar, död 25 november 2012 i Solna, var en ortoped, medicinsk forskare och pionjär inom svensk skoliosforskning.
Sevastik tog sin läkarexamen 1946 i Aten och kom 1948 till Sverige för att doktorera hos Sten Friberg vid Norrbackainstitutet där han fortsatte sitt arbete inom benfysiologi. Arbetet resulterade i avhandlingen ”The Early Stages of Osteogenesis in Tissue Culture” vid Karolinska Institutet 1958. Han blev docent i ortopedi 1959 och sedan överläkare vid Akademiska sjukhuset i Uppsala vid ortopediska kliniken 1959–1967. Han tillbringade ett år i Chicago som Research Fellow Dept of Orthopedic Surgery vid University of Illinois (1962–1963) och återkom sedan till Akademiska sjukhuset.
Sevastik utnämndes till professor vid universitetet i Umeå 1968 och från och med 1973 att vara professor i ortopedisk kirurgi vid Karolinska Institutet tillika överläkare inom samma verksamhetsområde vid Huddinge sjukhus. Där verkade han fram till sin pension 1986. Sevastiks forskning kretsade kring skolios, ryggkrökning, som är ett tillstånd då ryggraden är krökt åt sidan, och roterad tredimensionellt. Hans ambition var primärt att minska sina patienters lidanden, eftersom han såg vad sjukdomen gör med barn. Sjukdomen drabbar mest flickor som tvingas leva med dessa symptom under resten av sina liv.
Sevastik drevs i sin forskning av att ortopeden inte bara skulle vara tekniker utan även stimuleras till vetenskapligt arbete. För sin livslånga gärning inom skoliosens område instiftade Brittiska International Research Society of Spinal Deformities (IRSSD) 2008 ett John Sevastik award. Detta pris delas ut vartannat år i samband med IRSSD:s möten för framstående forskare inom skoliosens område
Sevastik var ledamot av Karolinska Institutets Nobelförsamling, riddare av Kungl. Nordstjärneorden, korresponderande medlem i den grekiska vetenskapsakademin och Jubeldoktor vid Karolinska Institutet 2008. 2009 nyinvigdes Sevastikbiblioteket vid Huddinge Sjukhus. I den långa raden av akademiska publikationer, utkom efter hans död Rörelseorganens funktionella anatomi (Studentlitteratur 2013). Han är begravd på Solna kyrkogård.